# Oz (programmeertaal)
Oz is een "multi-paradigma"-programmeertaal. Dat betekent dat er verschillende complementaire programmeertechnieken en -concepten door elkaar kunnen worden gebruikt. In de praktijk leidt dat tot een gelaagde set van gaandeweg meer expressieve technieken, waarbij concepten uit een eerder "paradigma" aangevuld worden met nieuwe mogelijkheden.
Mozart is een opensource-implementatie van die programmeertaal, die gratis beschikbaar is voor de meeste besturingssystemen waaronder macOS, Windows, Unix en Linux-distro's.
In het boek Concepts, Techniques, and Models of Computer Programming (Van Roy & Haridi, 2004) wordt aan de hand van Oz de progressieve opbouw van technieken en modellen in het programmeren geïllustreerd.